# Kouřimští lvi
Kouřimští lvi je pozůstatek jedné z nejstarších dochovaných prostorových skulptur na území České republiky pocházející z doby po roce 1200. Jedná se o dochovaný podstavec kazatelny nebo křtitelnice nacházející se původně v kostele sv. Jiří na hradisku Hradiště u svatého Jiří. 

## Popis
Skulpturu tvoří dvojice ležících lvů s otevřenými tlamami. Jak je možné usuzovat ze zachovalých pařátů a částí ocasů, stály na hřbetech lvů dvě nestvůry (gryfové, draci?). Zhotovena je z místní opuky kamenickým mistrem, který byl velmi dobře obeznámen s tvorbou v severoitalské a alpské oblasti. Rozměry skulptury jsou výška: 71 cm, základna: 54 x 55 cm.
Podle acheologa Miloše Šolleho se jedná o pozůstatek podstavce kazatelny, křtitelnice nebo křesla.
Originál skulptury je dnes uložen v lapidáriu Národního muzea v Praze kam ho v roce 1901 věnoval kouřimský děkan František Handrejch, kopie se nachází v Muzeu Kouřimska v Kouřimi.

## Galerie

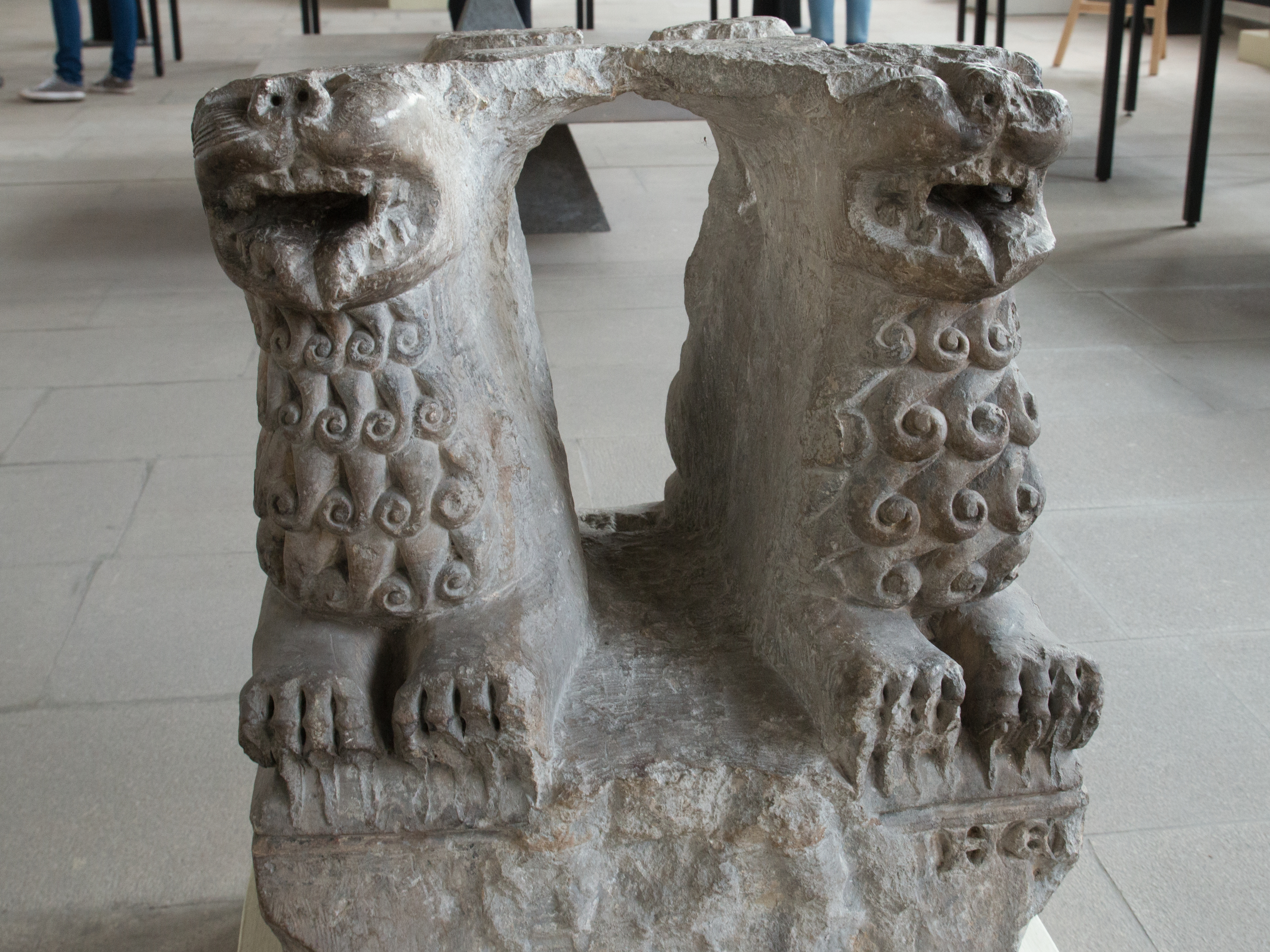
Kouřimští lvi
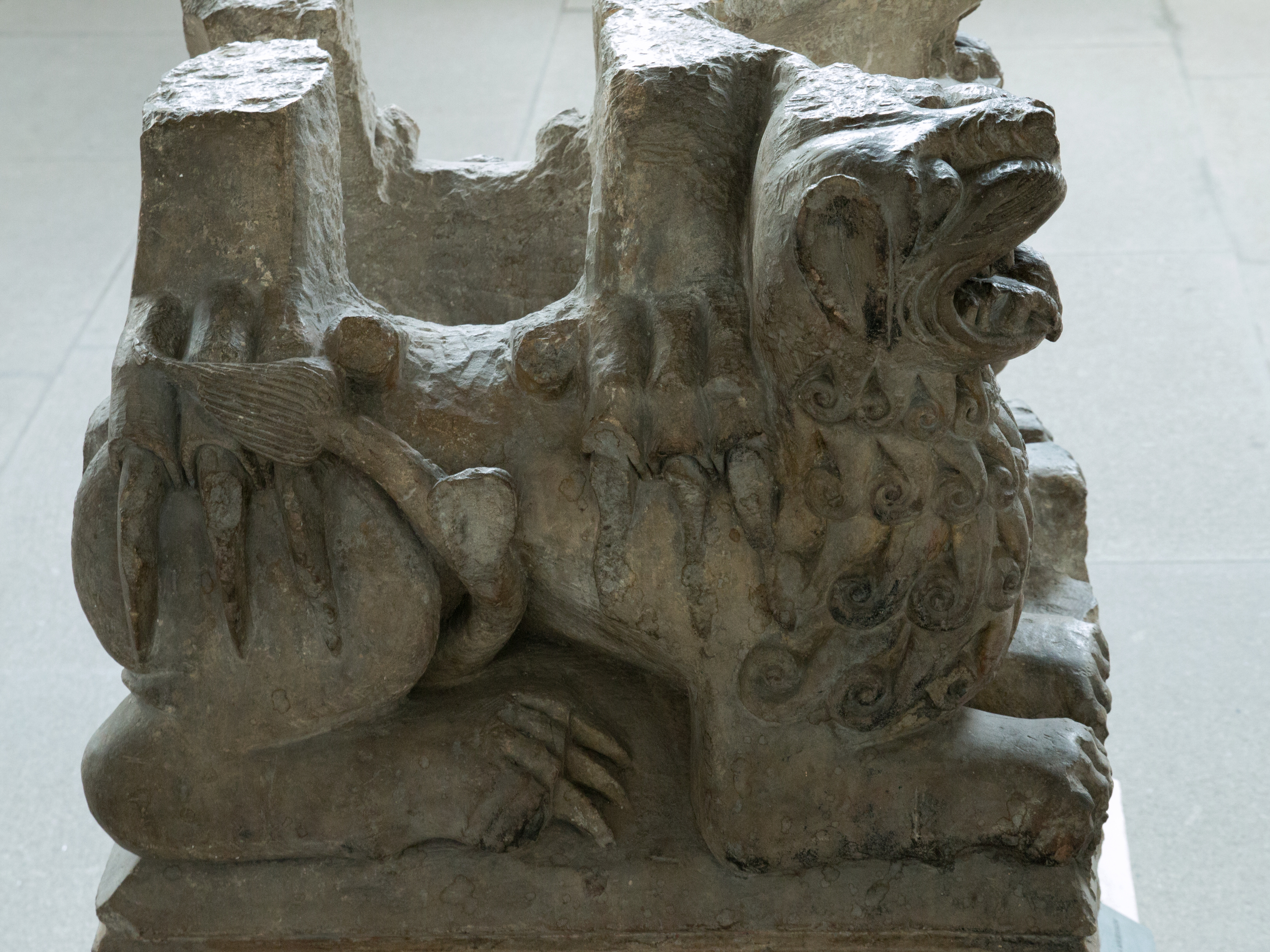
Kouřimští lvi
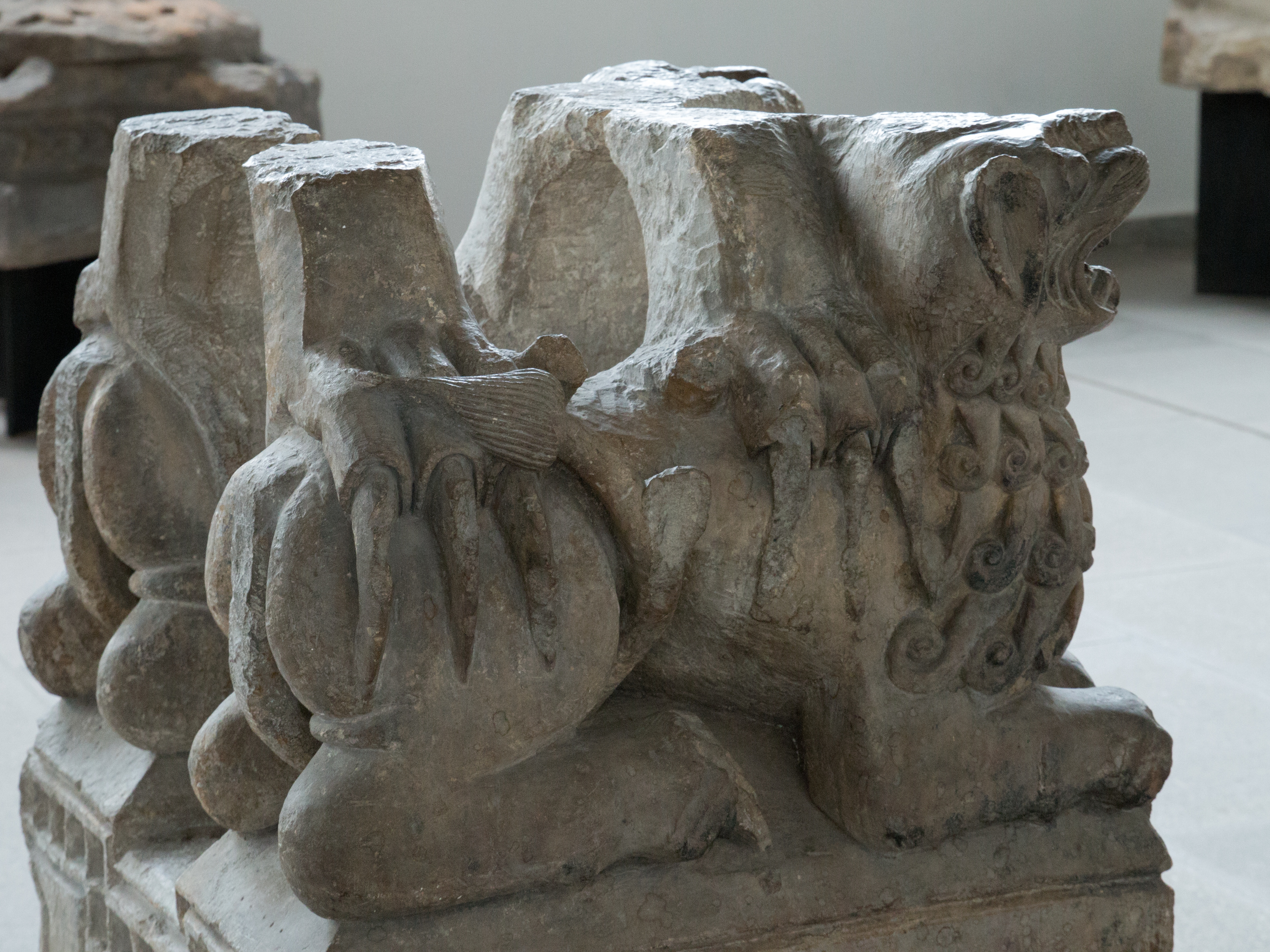
Kouřimští lvi